# Motiur Rahman Nizami
Motiur Rahman Nizami (bengali : মতিউর রহমান নিজামী), né le 31 mars 1943 à Santhia Upazila (Raj britannique) et mort le 11 mai 2016 à Dacca (Bangladesh), est un homme politique, érudit musulman et écrivain bangladais, chef de l'escouade pro-pakistanaise Al-Badr pendant la guerre de libération du Bangladesh, émir de la Bangladesh Jamaat-e-Islami de 2000 à 2016, ministre de l'Agriculture de 2001 à 2003 et ministre de l'Industrie de 2003 à 2006.
Le 30 janvier 2014, il est condamné une première fois à la peine de mort pour avoir participé dix ans plus tôt à un trafic d'armes à destination des insurgés assamais (en). 
Le 29 octobre 2014, il est condamné une seconde fois à la peine de mort pour son rôle dans le massacre de Demra (en) commis au cours du génocide de 1971 au Bangladesh et au cours duquel 800 à 900 civils hindous désarmés ont été assassinés après que certaines de leurs femmes aient été violées. C'est cette seconde condamnation à mort qui est exécutée, par pendaison, à la prison centrale de Dacca (en) dans la nuit du 10 au 11 mai 2016.  

## Jeunesses et éducation
Nizami est le fils de Lutfur Rahman Khan. Il est né le 31 mars 1943 à Monmothpur (bengali : মনমথপুর), près de Pabna. Il termine ses études secondaires dans une école coranique et est titulaire d'un diplôme en jurisprudence islamique obtenu à la Madrasa-e-Alia (en) en 1963 et d'une licence obtenue à l'université de Dacca en 1967.

## Carrière politique
Nizami a gravi les échelons de la branche du Pakistan oriental de Jamaat-e-Islami dans les années 1960, après avoir dirigé l'organisation étudiante, Islamic Chhatro Shango (maintenant Bangladesh Islami Chhatra Shibir). Après l'indépendance du Bangladesh, Sheikh Mujibur Rahman, le premier président, a interdit à Jamaat de participer à la vie politique car elle s'était opposée à la guerre de libération, et nombre de ses membres ont collaboré avec l'armée pakistanaise pendant le conflit. Nizami et d'autres dirigeants ont quitté le pays.
Après l'assassinat du Sheikh Mujibur Rahman par des officiers militaires en août 1975, Ziaur Rahman est devenu président lors d'un coup d'État en 1977. Il a permis aux dirigeants de Jamaat d'accéder aux plus hautes sphères de la société, et à d'autres comme Ghulam Azam et Nizami de retourner au Bangladesh en 1978 ; ils ont relancé le parti Jamaat, qui est devenu le plus grand parti islamiste du pays. Nizami est devenu l'un des principaux dirigeants du parti, organisant l'Islami Chhatra Shibir, l'organisation estudiantine du Jamaat.
En 1991, il a été élu député de la circonscription de Pabna à la Chambre des représentants pour le Jamaat, où il a été le chef du parti parlementaire jusqu'en 1994. Lors des élections de 1996 (en), il a perdu contre les candidats du Parti nationaliste du Bangladesh (BNP), un allié de Jamaat, et de la Ligue Awami dans sa circonscription. Le professeur Abu Sayed, de la Ligue Awami, a obtenu son siège.
En 1971, Nizami était chef de la tristement célèbre milice Al-Badr. Avec l'armée pakistanaise, cette milice a enlevé et massacré 989 intellectuels bengalis, dont des professeurs, des journalistes, des médecins et des militants pro-Bangladesh en général,.

### Émir de la Bangladesh Jamaat-e-Islami
Nizami a succédé à Ghulam Azam à la tête de Jamaat en 2001. La même année, représentant son parti dans le cadre d'une alliance quadripartite comprenant le BNP, Nizami a remporté un siège au Parlement à Pabna-1, avec 57,68 % des voix,. De 2001 à 2003, il a été ministre de l'Agriculture, puis ministre de l'Industrie de 2003 à 2006.
Nizami a été défait aux élections générales de décembre 2008 comme candidat de l'Alliance quadripartite, perdant son siège pour Pabna-1 au profit de Md. Shamsul Haque de la Ligue Awami. Nizami a obtenu 45,6 % des voix. La Ligue Awami a remporté les deux tiers des sièges au Parlement.

## Controverses

### Allégations de corruption
En mai 2008, la Commission anticorruption du Bangladesh a inculpé Nizami dans l'affaire de corruption GATCO, dans laquelle, avec plusieurs autres hommes politiques, il aurait illégalement accordé un contrat de dépôt de conteneurs à la société locale GATCO. Le 15 mai 2008, un mandat d'arrêt a été délivré contre Nizami et 12 autres personnes.
Nizami a été accusé d'avoir conspiré avec 12 autres politiciens pour attribuer le contrat à GATCO bien que l'entreprise n'ait pas respecté les conditions de l'appel d'offres. L'accusation a allégué que l'accord avec GATCO avait causé une perte totale de plus de cent millions de takas bangladais pour le gouvernement. Nizami a nié les accusations et a déclaré qu'elles étaient motivées par des considérations politiques. Il a été libéré sous caution après deux mois.

### Accusations de blasphème
Dans un discours public prononcé le 17 mars 2010, le chef de Dhaka Jamaat, Rafiqul Islam, a comparé la vie de Nizami à celle du prophète Mahomet, persistant malgré la persécution. Le 21 mars, la Fédération Tariqat du Bangladesh a poursuivi Rafiqul, Nizami et d'autres membres de Jamaat pour avoir blessé les sentiments islamiques des masses en comparant Nizami avec le Prophète.
Nizami, ainsi que trois autres hauts responsables du parti, ont été arrêtés le 29 mars. Il a obtenu une mise en liberté sous caution le lendemain et a fait appel le 14 février 2011 pour demander le classement de l'affaire. La Haute Cour a ajourné l'affaire pendant quatre mois en mars 2011.

### Accusations de contrebande
Le 4 mai 2011, Nizami a été arrêté sur la base d'allégations de contrebande d'armes à des insurgés assamais en Inde en 2004. Sa demande de mise en liberté sous caution du 7 septembre 2011 a été rejetée.
Le 30 janvier 2014, Nizami et 13 complices ont été condamnés à mort par pendaison après avoir été reconnus coupables de contrebande d'armes. Bien que diverses entités politiques et organisations internationales avaient à l'origine accueilli favorablement les jugements,, en novembre 2011, Human Rights Watch a critiqué le gouvernement pour certains aspects de ses évolution, son manque de transparence et a signalé le harcèlement des avocats de la défense et des témoins représentant les accusés,,. Nizami a été le dernier suspect très en vue à être jugé pour les crimes de guerre du génocide de 1971 au Bangladesh ; le tribunal a retardé son verdict en juin 2014 en raison de son état de santé.

## Tribunal pénal international

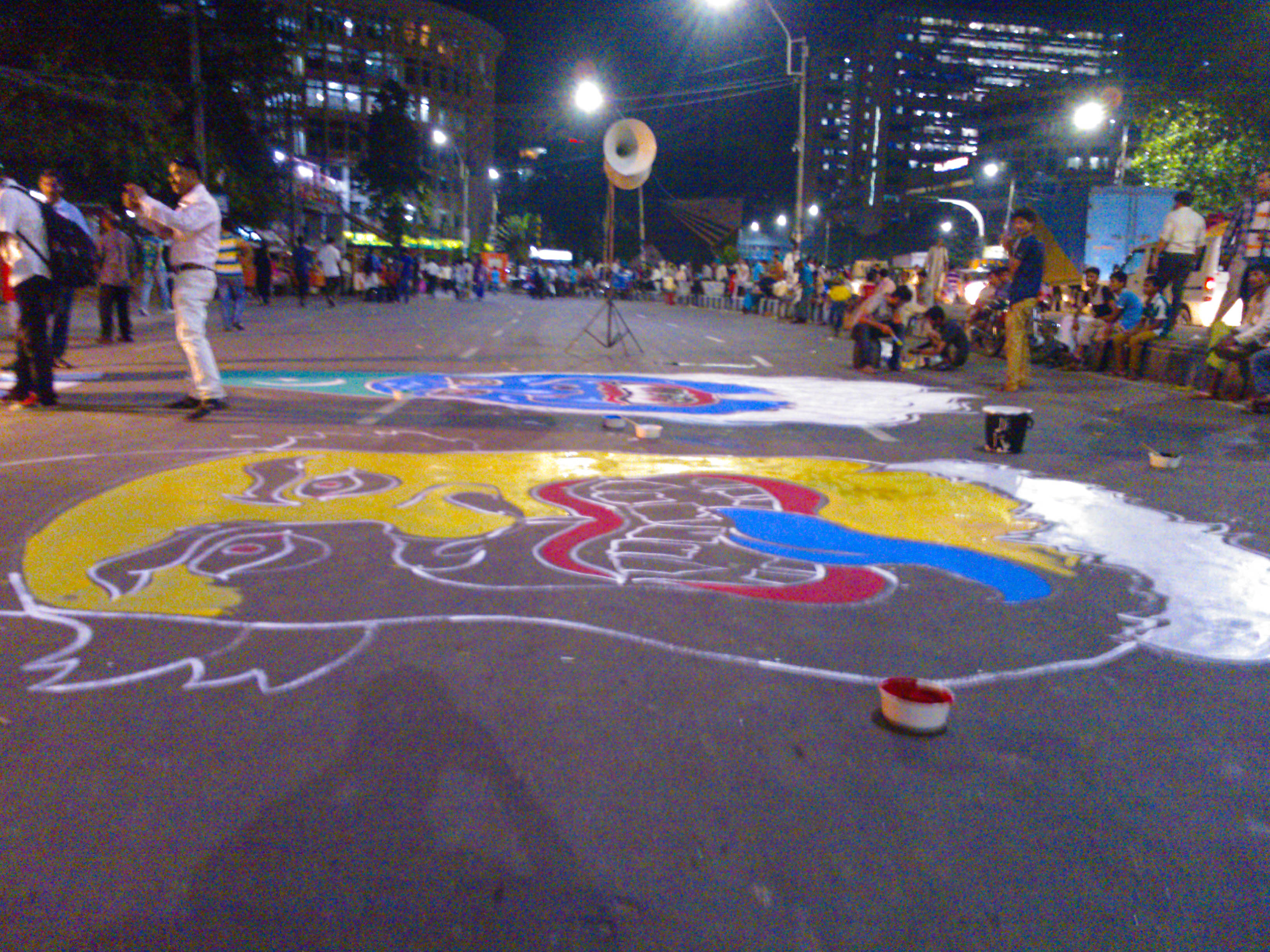
GonoJagoron Moncho demande la peine de mort à Nizami le 4 05 2016

En 2009, le gouvernement bangladais dirigé par la Ligue Awami a créé un tribunal au Bangladesh pour enquêter sur les personnes soupçonnées d'avoir commis des atrocités pendant la guerre de libération du Bangladesh en 1971. Nizami et huit autres dirigeants de Jamaat-e-Islami ont été accusés de crimes de guerre, tout comme deux dirigeants du Parti nationaliste du Bangladesh. Les partis d'opposition et les groupes de défense des droits de l'homme ont allégué une ingérence politique dans le procès, étant donné que tous les accusés étaient des hommes politiques de l'opposition. Nizami a été le dernier suspect très en vue à être jugé pour crimes de guerre en 1971 ; le tribunal a retardé son verdict en juin 2014 en raison de son état de santé. Le 29 octobre 2014, il a été annoncé que Nizami avait été condamné à mort pour des crimes de guerre commis pendant la guerre d'indépendance de 1971 contre le Pakistan.

## Mort
Le 10 mai 2016, Nizami a été pendu à la prison centrale de Dhaka, quelques jours à peine après que le plus haut tribunal du pays eut rejeté son appel final pour annuler la condamnation à mort pour les atrocités commises pendant la guerre de 1971 dans le pays. Il a été pendu juste avant minuit (1800 GMT) après avoir refusé de demander grâce au président du Bangladesh. Il a été exécuté entre 23 h 50 et 0 h 1

### Réactions
Le ministère pakistanais des Affaires étrangères a déclaré que « le Pakistan est profondément attristé par la pendaison de l'émir de la Bangladesh Jamaat-e-Islami, M. Motiur Rahman Nizami, pour les crimes présumés commis avant décembre 1971. Son seul péché a été de faire respecter la constitution et les lois du Pakistan ».
La Turquie condamne l'exécution de Motiur Rahman Nizami et rappelle son ambassadeur Devrim Öztürk (tr) du Bangladesh.